# Maturéia
Maturéia är en kommun i Brasilien.   Den ligger i delstaten Paraíba, i den östra delen av landet, 1 500 km nordost om huvudstaden Brasília. Antalet invånare är 5 939. Arean är 84 kvadratkilometer.
Terrängen i Maturéia är platt åt sydost, men åt nordväst är den kuperad.
Omgivningarna runt Maturéia är huvudsakligen savann. Runt Maturéia är det ganska glesbefolkat, med 47 invånare per kvadratkilometer.